# Jörg Heiligmann
Jörg Heiligmann (* 1952) ist ein deutscher Archäologe und Denkmalpfleger.

## Leben
Jörg Heiligmann studierte an der Universität Tübingen und der Universität München Provinzialrömische Archäologie, Vor- und Frühgeschichte, Alte Geschichte und Klassische Archäologie. Nach der Promotion übernahm er 1979 in Augsburg die Leitung der Stadtarchäologie. Von 1981 bis 1986 war er an der Außenstelle Tübingen des Landesdenkmalamtes Baden-Württemberg als Gebietsreferent für die archäologische Denkmalpflege tätig, anschließend war er akademischer Rat am Institut für Vor- und Frühgeschichte der Universität Tübingen. Ab 1993 leitete er als stellvertretender Direktor des Archäologischen Landesmuseum Baden-Württemberg die Außenstelle Konstanz. Am 1. November 2010 wurde er zum Direktor des Archäologischen Landesmuseums Baden-Württemberg in Konstanz ernannt. Heiligmann trat zum 1. September 2018 in den Ruhestand und wurde mit einer Festschrift geehrt.
Heiligmanns Publikation Der Alblimes von 1990 ist die einzige zusammenhängende wissenschaftliche Darstellung dieses Limesabschnitts und ein wichtiges Standardwerk der provinzialrömischen Archäologie.
Heiligmann ist Mitglied des Deutschen Archäologischen Instituts und war von 1999 bis 2007 und erneut von 2015 bis 2019 Präsident des Vereins für Geschichte des Bodensees und seiner Umgebung.

## Schriften (Auswahl)
- Der Alblimes. Ein Beitrag zur römischen Besetzungsgeschichte Südwestdeutschlands. Theiss, Stuttgart 1990, ISBN 3-8062-0814-X, (Forschungen und Berichte zur Vor- und Frühgeschichte in Baden-Württemberg, 35)
- Der Konstanzer Münsterhügel. Seine Besiedlung in keltischer und römischer Zeit, in: Schriften des Vereins für Geschichte des Bodensees und seiner Umgebung, 127. Jg. 2009, S. 3–24 (Digitalisat)
- (mit Ralph Röber): Im See - Am See. Archäologie in Konstanz. Likias-Verlag, Friedberg 2011, ISBN 978-3-9812181-4-5.

Festschrift
- Martin Kemkes u. a. (Hrsg.): Ob res prospere gestas. Wegen erfolgreich ausgeführter Taten. Festschrift für Jörg Heiligmann. Likias Verlag, Friedberg 2018, ISBN 3-9817006-8-6.